# کوکس‌هافن
شهر کوکسهاون در ایالت نیدرزاکسن در کشور آلمان واقع شده است.
کوکسهافن یا کوکسهاون شهری ساحلی در شمال ایالت نیدرزاکسن آلمان است. این شهر به خطوط راه‌آهن آلمان متصل است و یک بزرگراه نیز از این شهر می‌گذرد. این شهر در منطقه‌ای کوهپایه‌ای واقع است.